# Déu de l'amor
El déu (o deessa) de l'amor és una figura present a la majoria de mitologies. És una divinitat que permet o fomenta l'atracció amorosa entre dues persones. A vegades es divideix en dos, un per simbolitzar l'amor fidel, pur, idealitzat i l'altre el sexual, lligat al plaer.

## Llista de déus de l'amor
- Aizen Myō-ō: dona vermella de la mitologia japonesa que simbolitza la passió
- Albina:deessa etrusca dels enamorats
- Afrodita:a la mitologia grega, deessa de l'amor, aliada amb el seu fill Eros
- Astrild:deessa nòrdica de l'amor passional
- Cliodhna:deessa o fada irlandesa de l'amor[2]
- Freya:deessa nòrdica de la fertilitat, la bellesa i la màgia
- Huehuecoyotl:déu asteca
- Inanna o Ishtar, deessa mesopotàmica de l'amor sexual, fertilitat, i guerra[3]
- Mami Wata:meitat humana i meitat rèptil, és la deessa africana del desig
- Kamadeva:déu hindú, armat amb fletxes que enamoren igual que Eros
- Milda:dessa lituana
- Qetesh:déu egipci del sexe
- Turan:deessa de l'amor i la vilitat de la mitologia etrusca, se li sacrificaven coloms i cignes
- Venus: versió romana d'Afrodita, el seu fill és Cupido
- Xochipilli: déu asteca.